# 海印寺 (長岡京市)
海印寺（かいいんじ）は、京都府長岡京市にあった寺院。一説にモウソウチクが初めて伝わった場所とも言われる。
9世紀始めに道雄によって創建された。かつては国家･皇室の庇護を受けて栄え、周辺の村々を海印寺領とした時期もあった。10の支院を持ち、年分度者2名が定められ、定額寺に認定された。平安時代後期には衰退し、鎌倉時代には再興が図られるなどしたが、応仁の乱で罹災した。現在では、海印寺十院と呼ばれたうち真言宗系単立寺院寂照院のみが残っている。
なお、当時の海印寺は、現在の奥海印寺、下海印寺の集落に跨っていたと伝えられている。
モウソウチク竹林-京都府登録文化財（2012年3月）

## 地名
同市内の旧海印寺村地域の地名や施設名等にその名が残る。